# 28678 Lindquester
28678 Lindquester è un asteroide della fascia principale. Scoperto nel 2000, presenta un'orbita caratterizzata da un semiasse maggiore pari a 2,3689492 UA e da un'eccentricità di 0,0623584, inclinata di 4,23327° rispetto all'eclittica.